# Roberto Guiscardo
Roberto de Hauteville o Roberto Guiscardo, hijo de Tancredo de Hauteville (c. 1015-1085), fue un aventurero normando, nacido cerca de Coutances, en Normandía, y uno de los protagonistas de la conquista normanda de Italia Meridional. El sobrenombre Guiscardo procede del latín Viscardus y del francés antiguo Viscart, con el significado de ingenioso, inteligente, zorro. Llegó a convertirse en conde de Apulia y Calabria (1057-1059) y, más tarde, duque, heredando el cargo de su hermanastro Hunifredo de Apulia.

## Contexto histórico
Entre los años 999 y 1042, la participación de los normandos en la vida política de la península italiana se había limitado a su intervención como mercenarios, en ocasiones para el Imperio bizantino y en otras ocasiones al servicio de nobles lombardos. Más tarde Sergio IV de Nápoles les dotó de una primera base propia, instalando a Ranulfo Drengot a cargo del condado de Aversa. Desde este punto de referencia los normandos comenzarían una conquista más organizada del territorio.
En 1035 hicieron su aparición en tierras italianas Guillermo Brazo de Hierro y Drogo de Hauteville, los dos hijos mayores de Tancredo de Hauteville, un noble de menor importancia de la región de Cotentin, en Normandía. Los dos hermanos unieron sus fuerzas a la revuelta de los lombardos contra el control bizantino de Apulia, facilitando que para el año 1040 los bizantinos hubieran perdido ya la mayoría de la provincia. En 1042 se eligió la ciudad de Melfi como nueva capital normanda, y en septiembre de ese año los normandos eligieron a Guillermo Brazo de Hierro como su conde. Este sería sucedido por sus hermanos Drogo (con el título Comes Normannorum totius Apuliæ e Calabriæ o "Conde de todos los Normandos en Apulia y Calabria"), y Hunifredo de Hauteville (o Huniferdo de Apulia), que llegó a la región alrededor del año 1044.

## Primeros años
Roberto Guiscardo era el sexto hijo de Tancredo de Hauteville, el mayor de los que tuvo con su segunda esposa, Fressenda. Según relata la historiadora bizantina Ana Comneno, dejó Normandía con solo cinco caballeros montados a su lado y unos treinta soldados de a pie. A su llegada a Lombardía en 1047, se convirtió en el líder de una banda de salteadores. 
Las tierras eran escasas en Apulia en esa época, y el errante Guiscardo no podía esperar ninguna concesión de Drogo, su hermanastro reinante en ese momento en la región, puesto que Hunifredo acababa de recibir su propio condado de Lavello. Guiscardo se unió al príncipe Pandulfo IV de Capua en sus interminables guerras contra Guaimario IV de Salerno (1048). Al año siguiente, sin embargo, Guiscardo dejó a Pandulfo, según Amatus de Montecassino debido a que Pandulfo renegó de su promesa de otorgar a Guiscardo un castillo y la mano de su hija. Guiscardo volvió con Drogo y pidió que se le concediera un feudo. Drogo, que acaba de terminar su campaña de Calabria, otorgó a Guiscardo el mando de la fortaleza de Scribla. Sin embargo, no satisfecho con esta nueva posición, Guiscardo se trasladó al castillo de San Marco Argentano. Durante su estancia en Calabria, Guiscardo contrajo matrimonio con Alberada de Buonalbergo, hija de Girardo de Buonalbergo.
Guiscardo pronto se destacó. Los lombardos se enfrentaron a sus antiguos aliados y el papa León IX decidió expulsar a los buscadores de fortuna normandos de Italia. Sin embargo, su ejército fue derrotado por los normandos en la batalla de Civitate (1053), comandados por Hunifredo. Hunifredo dirigía del centro, contra las tropas papales, el conde Ricardo de Aversa dirigía el ala derecha, contra los lombardos, y Guiscardo el ala izquierda. El ala derecha de Ricardo logró poner en fuga a los longobardos, girando para enfrentarse a las tropas papales. Guiscardo estaba en reserva, y aprovechó ese momento para unirse a la batalla, distinguiéndose personalmente y llegando a ser desmontado y vuelto a montar hasta en tres ocasiones, según relata Guillermo de Apulia. Honrado por sus acciones en Civitate, Guiscardo sucedería a Hunifredo como conde de Apulia en 1057. Ayudado por Roger I de Sicilia, su hermano menor, Guiscardo llevaría a cabo la conquista de Apulia y Calabria, mientras que Ricardo conquistaba el principado de Capua.

## Gobierno
Poco después de su sucesión, probablemente en 1058, Guiscardo se divorció de su mujer Alberada debido a que existía una relación de consanguinidad demasiado cercana para los límites admitidos. Poco después se casó con Sichelgaita, hermana de Gisulfo II de Salerno. Este exigió a cambio de la mano de su hija que Guiscardo destruyese dos castillos de su hermano Guillermo, conde del Principado, que se habían construido peligrosamente cerca del territorio de Gisulfo.

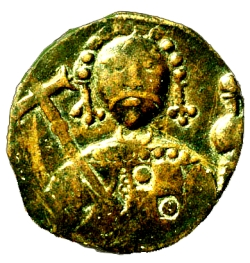
Moneda de Roberto Guiscardo.

El papado reformista, enfrentado al Sacro Imperio Romano Germánico en la Querella de las Investiduras, así como a la propia aristocracia romana, decidió reconocer a los normandos y asegurarse su alianza. Por ello, en el concilio de Melfi, el 23 de agosto de 1059, el papa Nicolás II invistió a Guiscardo como duque de Apulia, Calabria y Sicilia (por la gracia de Dios y de san Pedro, duque de Apulia y Calabria y de aquí en adelante, con la ayuda de los dos, duque de Sicilia) y a Ricardo de Aversa como príncipe de Capua. Guiscardo aceptó los títulos, reconociéndose vasallo del Papa, y durante los siguientes veinte años llevó una serie de campañas militares que le permitieron conquistar el ducado de Sicilia.

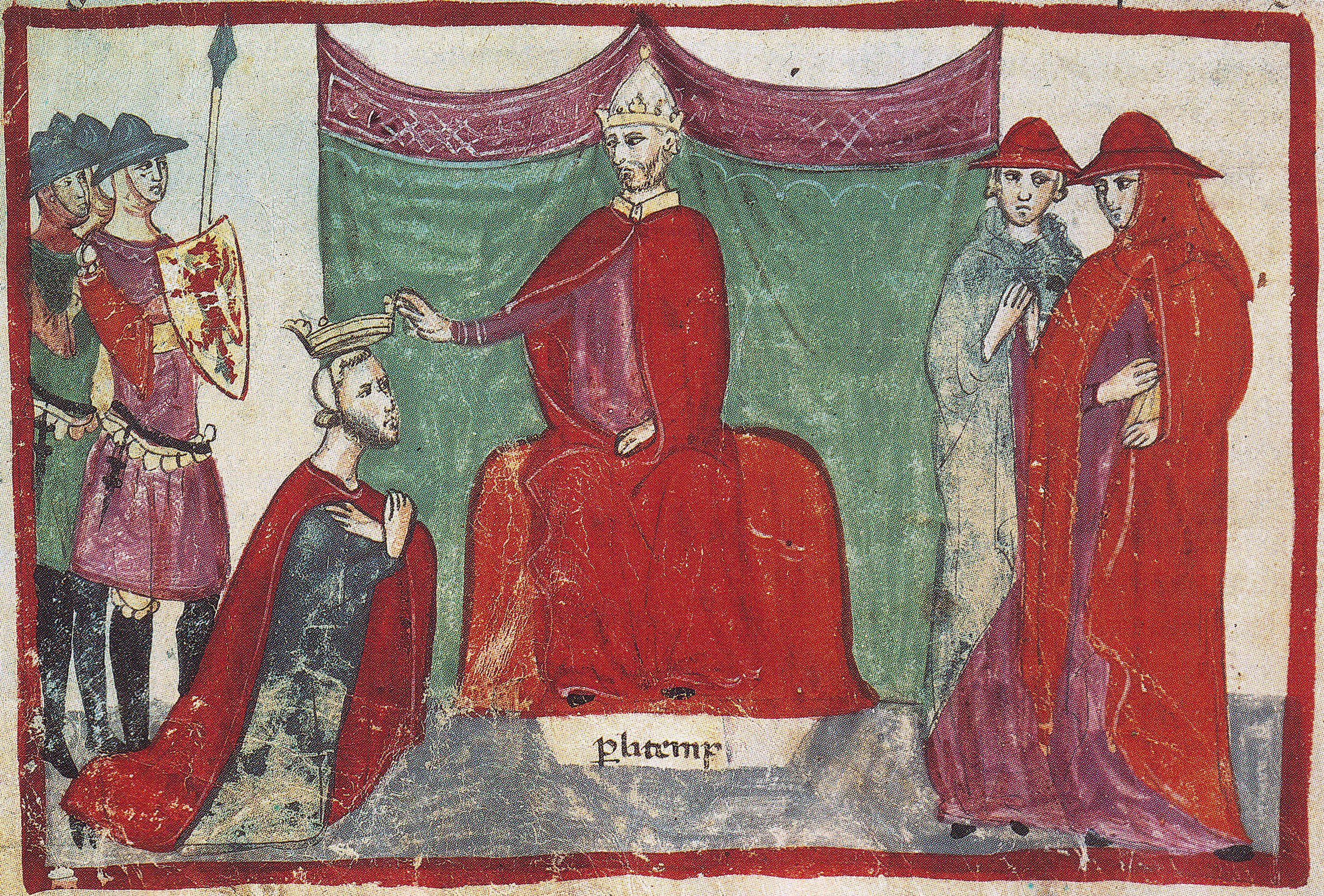
Roberto Guiscardo es proclamado por el papa Nicolás II.

### Sometimiento de Calabria
En la época de la apertura del concilio de Melfi, en junio, Guiscardo había estado dirigiendo un ejército en una campaña en Calabria, en el primer esfuerzo importante de subyugar la provincia bizantina desde los tiempos de las campañas de Guillermo Brazo de Hierro. Tras asistir al sínodo para su investidura, volvió a Calabria, donde su ejército estaba asediando la ciudad de Cariati. Poco después de su llegada Cariati se rindió y, antes de que terminara el invierno, también se sometieron las ciudades de Rossano y Gerace. Para cuando Guiscardo volvió a Apulia tan solo quedaba Regio en poder de los bizantinos. En Apulia luchó para expulsar las guarniciones bizantinas de las ciudades de Taranto y Brindisi, para después volver a Calabria, en preparación de su campaña siciliana, en dónde Rogelio esperaba con las armas de asedio.
La caída de Regio, tras un largo y arduo asedio, y la rendición de Scilla, una ciudadela ubicada en una isla a la que había huido la guarnición de Regio, dejó abierta la vía a Sicilia. Rogelio envió primero una pequeña fuerza de ataque a Mesina, pero fue repelida fácilmente por la guarnición sarracena. La gran fuerza de invasión que se esperaba no llegó, porque Guiscardo tuvo que desviar su atención a un nuevo ejército bizantino, enviado por Constantino X, que estaba asolando Apulia. En enero de 1061, la propia Melfi estaba siendo asediada, y Rogelio también fue requerido para enfrentarse a los bizantinos. La totalidad de las fuerzas de Guiscardo lograron hacer retroceder a los bizantinos, y en mayo la región de Apulia ya se encontraba en calma.

### Campañas en Sicilia
En la siguiente invasión de Sicilia, Rogelio y Guiscardo capturaron Mesina (1061) con gran facilidad: Los hombres de Rogelio desembarcaron durante la noche y sorprendieron al ejército sarraceno por la mañana. Las tropas de Guiscardo desembarcaron sin oposición y se encontraron Mesina abandonada. Guiscardo procedió inmediatamente a la fortificación de la ciudad, y se alió con Ibn at-Timnah, uno de los dos emires rivales de Sicilia, contra Ibn al-Hawas, el otro emir. Los ejércitos de Guiscardo, de su hermano, y de su aliado musulmán se internaron en la Sicilia central por la vía de Rometta, ciudad que había permanecido leal a al-Timnah. Atravesaron Frazzanò y la pianura di Maniace, lugar en el que Jorge Maniaces y los primeros miembros de la familia de los Altavillas se habían distinguido hacía ya 21 años. Guiscardo asaltó la ciudad de Centuripe, pero encontró gran resistencia y siguió adelante. Paternò cayó, y llevó a su ejército hasta Enna (entonces conocida como Castrogiovanni), una fortaleza formidable. Los sarracenos hicieron una salida, pero fueron derrotados, aunque Enna no llegó a caer. Guiscardo dio la vuelta, dejando una fortaleza en San Marco d'Alunzio, cuyo nombre conmemoraba su primera fortaleza en Calabria. Volvió a Apulia con Sichelgaita en Navidad.
Volvió en 1064, pero esta vez no se detuvo en Enna, sino que se dirigió directamente hacia Palermo. Sin embargo, su campamento se vio infestado de tarántulas y lo tuvo que abandonar. Esta campaña sería infructuosa, aunque una posterior campaña en 1072 llevaría a la caída de Palermo, dejando la conquista del resto de Sicilia más como una cuestión de tiempo. Una de las consecuencias de la campaña siciliana fue que comenzó a recibir el apodo de "Roberto Camisa Negra". Este mote se debió a que durante la campaña portaba ropas elegantes tintadas con tintes de importación, pero que con los esfuerzos de la campaña comenzaron a correrse hasta que toda la ropa acabó teniendo un color negruzco.

### Campañas contra el Imperio romano de Oriente

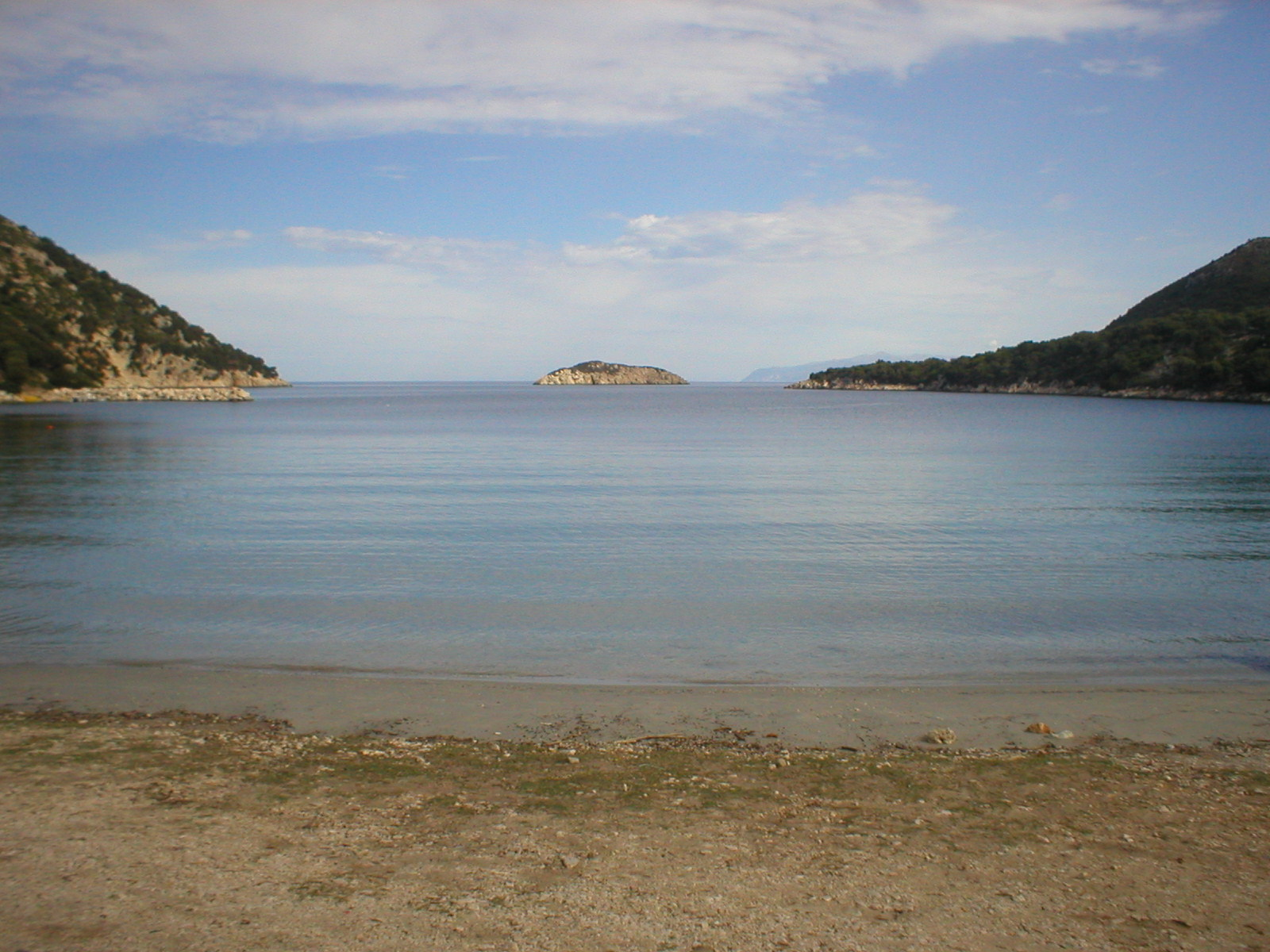
Playa de Atheras, lugar en el que Roberto Guiscardo murió.

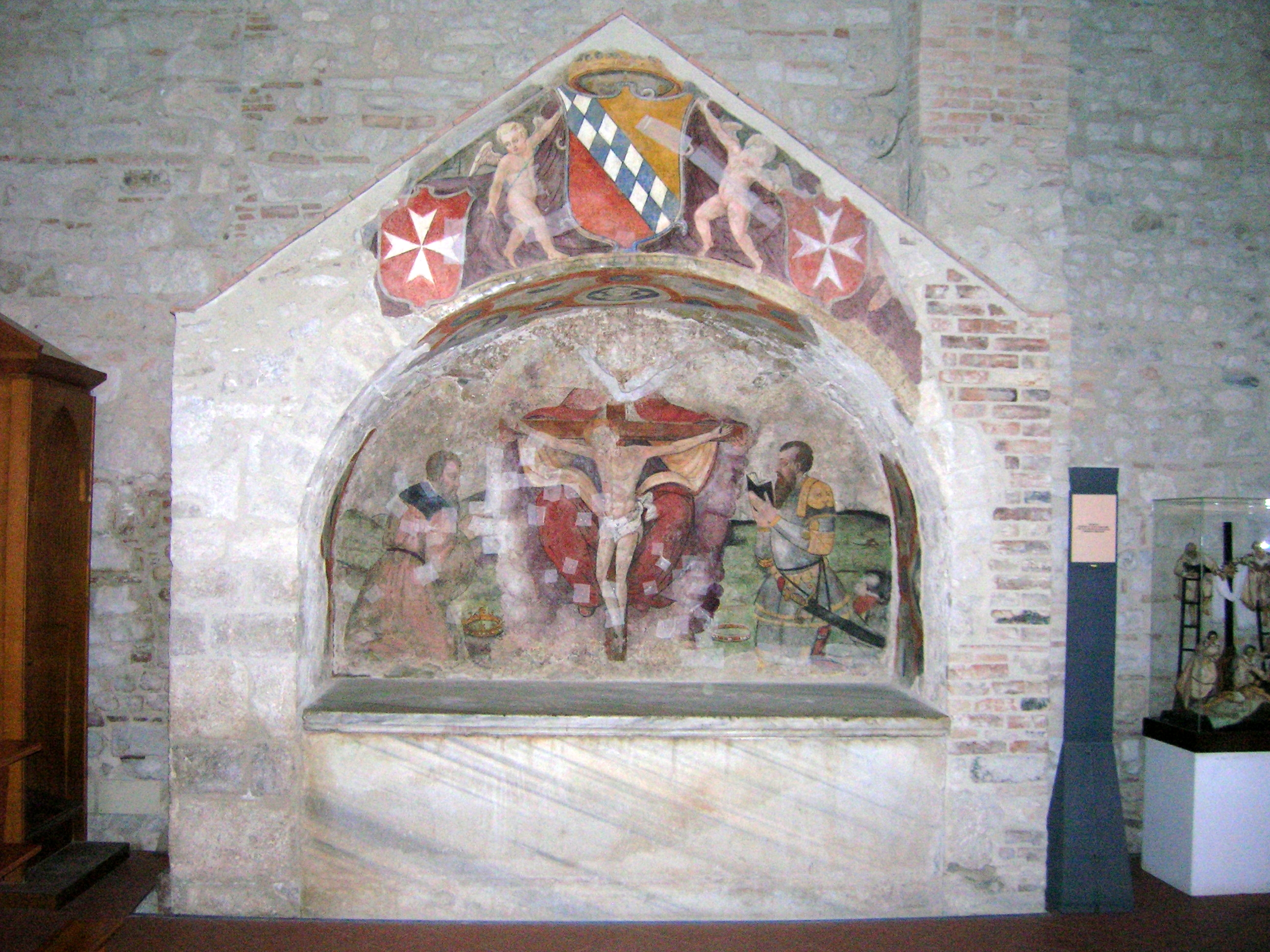
Mausoleo de la Casa de Altavilla, lugar de enterramiento de Roberto Guiscardo. Abadía de la Trinidad en Venosa, Italia.

Bari fue conquistada en abril de 1071, lo que supuso la expulsión definitiva de las tropas imperiales del sur de Italia. El territorio de Salerno ya estaba en poder de Guiscardo, y en diciembre de 1076 tomó la ciudad, expulsando al príncipe lombardo Gisulfo, hermano de su mujer Sichelgaita. Los ataques normandos sobre Benevento, un feudo papal, alarmaron y enfurecieron al papa Gregorio VII, pero presionado por el emperador germánico Enrique IV se vio obligado a aliarse de nuevo con los normandos, y reinvistió a Guiscardo en Ceprano, en junio de 1080, asegurándole también el control del sur de Abruzzi, pero reservándose Salerno.
La última aventura de Roberto Guiscardo fue su ataque al propio Imperio romano de Oriente, campaña que le llevaría a enfrentarse al emperador Alejo I Comneno. Guiscardo decidió apoyar la causa de Miguel VII, emperador depuesto en 1078 por Alejo, después de que Miguel ofreciera a Roberto el matrimonio de su hija con el hijo de Roberto. Partió en mayo de 1081 al frente de 16.000 hombres, de los cuales 1300 eran caballeros normandos. En febrero de 1082 logró ocupar Corfú y Durazzo (Albania), derrotando al emperador Alejo en octubre de 1081 en la Batalla de Dirraquio.

## Años finales
Roberto tuvo que volver a Italia para ayudar al papa Gregorio VII, que se encontraba bajo asedio en el Castillo de Sant'Angelo por Enrique IV, emperador del Sacro Imperio Romano (junio de 1083). Entre tanto, sus campañas en Macedonia y en Tesalia fueron dirigidas por su hijo Bohemundo. Ese mismo año Roberto destruyó la ciudad de Cannas, dejando tan solo en pie la catedral y la residencia del obispo.
Marchó al norte de Italia, hacia Roma, al mando de 36.000 hombres, forzando a Enrique a retirarse, pero debido a una pequeña rebelión o a un tumulto sedicioso (émeute) de los ciudadanos romanos, se desencadenó un saqueo de Roma de tres días de duración en el que redujo a cenizas un tercio de la ciudad, tras el cual Guiscardo escoltó al Papa de vuelta a Roma. Para entonces, su hijo Bohemundo había perdido el control de las conquistas bizantinas, por lo que Guiscardo volvió con 150 naves para recuperarlas. Ocupó Corfú y Cefalonia con la ayuda de Ragusa y las ciudades dálmatas (que estaban bajo el gobierno de Demetrio Zvonimir de Croacia), pero murió de fiebre junto con otros 500 caballeros normandos como muy tarde el 17 de julio de 1085, a los 70 años de edad. Fue enterrado en el mausoleo de la familia en la Abadía de la Trinidad, en Venosa. La ciudad de Fiscardo en Cefalonia tomó su nombre de él.

## Semblanza y carácter
Ana Comneno, historiadora e hija del basileus Alejo Comneno, uno de los líderes que se enfrentaron en vida a Roberto Guiscardo ofrece una visión del carácter y de la semblanza de Roberto Guiscardo:

De origen normando; ... tenía pensamientos propios de un tirano, un temperamento astuto y una fuerza considerable; era muy hábil para obtener la riqueza y el rango de las personas importantes y el más irrefrenable a la hora de actuar por su implacable persecución de los objetivos que se marcaba. Su estatura era tan elevada que sobrepasaba a los más altos, su complexión era rojiza, su pelo rubísimo, sus hombros anchos, sus ojos emitían destellos de fuego, y en general tenía buena imagen (...) se dice que el grito de este hombre hizo huir a miles de personas. Por ello, equipado con la fortuna, el físico y el carácter, era naturalmente indomable, y no se subordinaba a nadie en el mundo entero.
Ana Comneno, Alexiada.

## Religión
Roberto Guiscardo fue, a través de su conquistas de Calabria y Sicilia, uno de los causantes principales de la llegada del cristianismo latino a regiones que históricamente habían seguido el rito bizantino. Guiscardo encargó la construcción de una nueva catedral en Salerno y de un monasterio normando en Sant'Eufemia d'Aspromonte, en Calabria. Este monasterio, famoso por su coro, comenzó como una comunidad de once monjes de Saint-Evroul, en Normandía, a las órdenes del abad Robert de Grantmesnil.
Aunque su relación con el papado no fue pacífica, Guiscardo prefirió estar en buenas relaciones con el papado, llegando incluso a hacer el gesto de abandonar a su primera esposa en respuesta al derecho canónico. Los papas, por su parte, aunque a menudo se sentían amenazados por su creciente poder prefirieron la fuerte e independiente mano de los normandos católicos para hacer frente a los griegos bizantinos. 
Guiscardo recibió su investidura de Sicilia de manos del papa Nicolás II, que temía la oposición del Sacro Imperio Romano Germánico a sus reformas papales. Guiscardo apoyó las reformas, yendo al rescate del papa Gregorio VII incluso cuando este llegó a excomunicarle en tiempos anteriores por haberse acercado demasiado a los estados pontificios. Tras el gran cisma de Oriente de 1054, la atmósfera religiosa ayudó a la alianza de Guiscardo con las fuerzas papales, logrando una formidable oposición papal-normanda frente al imperio de oriente.

## Sucesión
| Predecesor: Hunifredo de Apulia | Conde de Apulia y Calabria 1057-1059 | Sucesor: El mismo como duque |
| Predecesor: El mismo como conde | Duque de Apulia y Calabria 1059-1085 | Sucesor: Roger Borsa         |